# Game Boy Camera
El Game Boy Camera, conocido como Pocket Camera (ポケットカメラ?) en Japón, fue un accesorio oficial de Nintendo comercializado en 1998 para todas sus videoconsolas portátiles de Game Boy, con excepción del Game Boy Micro. La cámara rotable de 50 mm, podía realizar treinta imágenes monocromáticas con una resolución de 128x112 píxeles, las cuales se retocaban y hacían breves animaciones en Stop motion con las herramientas internas del software. Las imágenes se imprimían en papel térmico con el Game Boy Printer. Ambos accesorios fueron etiquetados por la compañía como unos dispositivos de entretenimiento para el público juvenil.
El dispositivo salió a la venta originalmente en 5 colores: azul, verde, rojo y amarillo para occidente porque el color púrpura fue exclusivo en oriente.
También apareció una edición especial dorada con motivo de la venta en Estados Unidos del juego Legend of Zelda: Ocarina of Time, que incluía estampas de dicha saga de videojuegos y que sólo se distribuyó entre los suscriptores de la revista Nintendo Power.
El Game Boy Cámara apareció en la edición 19 del Guinness World Records por ser la cámara digital más pequeña del mundo;
En esta época ya no es la cámara más pequeña del mundo.
Nintendo planeó comercializar el sucesor en el Game Boy Advance bajo el nombre de Game Eye que podía hacer fotografías en color y emplearse en el GameCube a través del juego Stage Debut; pero no se terminó.
Este producto permitió que el Gameboy fuera la única consola portátil que tuviera cámara hasta el lanzamiento del Nintendo DSi.

## Desarrollo

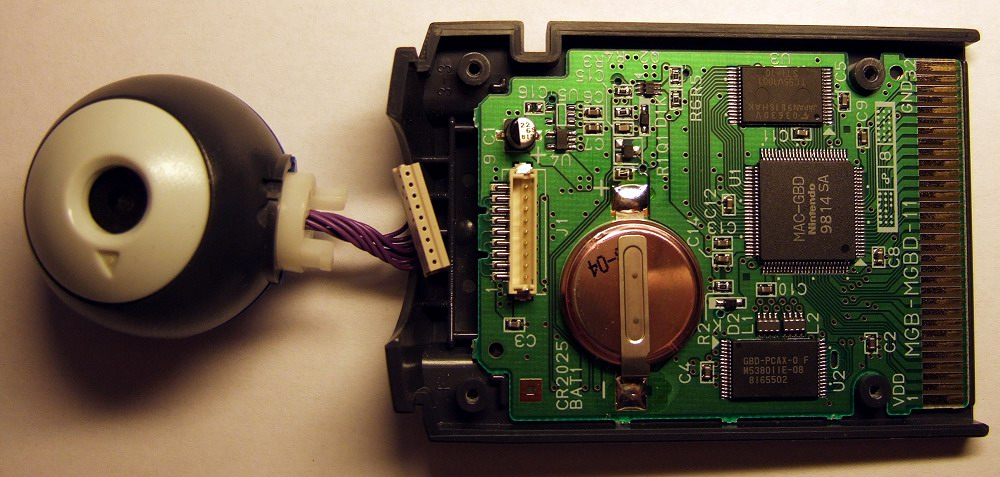
Hardware de la Game Boy Camera

La idea de crear el dispositivo surgió cuando el desarrollador, Masato Kuwahara, consideró integrar una cámara y de una impresora como accesorios a la consola portátil Game Boy, pero la idea no fue bien recibida por la compañía Nintendo. Sin embargo el proyecto continuó gracias al apoyo del presidente de la compañía Creatures inc., Hirokazu Tanaka. El software del programa fue desarrollado por Jupiter Corp. y el equipo interno Nintendo Research & Development 1.

## Características del programa
El Game Boy Camera es un conjunto de utilidades fotográficas cuyas funciones principales consisten en la toma de imágenes, la edición y el uso de éstas en los juegos integrados dentro del programa.
Todos ellos pueden ser accedidos desde la pantalla principal a través de las opciones Shoot, View y Play.

### Shoot
En esta pantalla se encuentran divididas en dos categorías las aplicaciones principales según su función: la captura de imágenes y la edición fotográfica.
La captura de imágenes se realizan principalmente a través de los menúsShoot e Items. Desde la primera el usuario puede capturar un máximo de treinta fotografías instantáneas. En la segunda aplicación la cámara captura las imágenes tras un breve período de retardo o por medio de un intervalo de tiempo definido por el usuario desde la configuración de opciones, en los menús Self-Timer y Time-Lapse respectivamente.
Las aplicaciones de edición y efectos fotográficos son accesibles desde el menú Magic, desde la cual puede accederse a las funciones: Trick, Montage, Panorama y Game Face. Trick permite realizar imágenes por medio del zoom digital y el efecto óptico espejo. Desde Montage se puede superponer varias imágenes a través del collage, mientras que en Panorama puede combinarse horizontalemnte para realizar imágenes panorámicas. Finalmente, en Game Face, se capturan cuatro imágenes del rostro del usuario que se usan en los juegos incluidos dentro del programa.
Adicionalmente a las dos categorías hay dos menús denominados Check y Run. Check permite ver las imágenes realizadas; Run es una función que permite acceder a un huevo de Pascua.

### View
Se emplea para visualizar las imágenes guardadas en memoria a través del menú Álbum.
El segundo menú, llamado Show, se utiliza para visualizar las imágenes de manera interactiva a través de diferentes modos como la galería fotográfica en Slideshow y la animación en Animation. La aplicación Hotspot permite que el usuario enlace diferentes imágenes a través de puntos calientes.

### Play
Permite al usuario jugar a Space Fever II, una secuela del juego de arcade Space Fever publicado por Nintendo en 1979, inspirado en Space Invaders. El jugador puede acceder a dos minijuegos al comienzo del juego principal, señalizados con la letra B y D. Si se selecciona la opción B a un minujuego Ball, mientras que D envía al usuario a DJ Mode. Dos minijuegos más se desbloquean en el juego principal si consigue obtener dos mil puntos y superar a los tres jefes que compone el juego. Los minijuegos que pueden accederse desde la pantalla principal del juego son:
- Ball. Es una versión del juego del mismo nombre que se comercializó en las consolas portátiles Game & Watch, en el que se sustituye la cabeza de Mr. Game and Watch por una de las imágenes del rostro del jugador tomada en la función Game Face. La melodía que se utiliza es la canción folclórica israelí, Mayim Mayim.

- DJ mode. Es un minijuego musical en el que el jugador encarna a un Disc jockey y en el que puede crear música chiptunes.

- Run, run, run. El jugador debe competir contra un pájaro y un topo para superar los obstáculos y llegar a la meta lo más rápido posible.

### Funciones de Select y Start
Al presionar Start, aparece una pantalla de opciones en el que se puede ver y modificar los datos internos del programa como un recuento de las fotografías realizadas, la información de los datos personales del usuario, las puntuaciones máximas obtenidas en los minijuegos y acceder a los créditos.
Desde Select el jugador accede a las opciones de Doodle, Link y Edit. En Doodle el usuario inserta las estampas incluidas en el cartucho en las imágenes. La función de Link se emplea para imprimir las fotografías en el accesorio Game Boy Printer o bien puede transferirse a otra Game Boy Camera a través del cable link. La opción Edit permite borrar imágenes.

## Accesorios deThird-party
Mad Catz Interactive, un fabricante especializado en el hardware de videojuegos, creó un adaptador que conectaba el puerto de entrada del Game Boy Color al puerto paralelo de un ordenador para que transfiriera las fotografías en formato BMP, utilizando la función de imprimir que se usa originalmente en la Game Boy Printer.
Algunos usuarios encontraron que la aplicación Mega Memory Card, fabricado por InterAct, como una utilidad para el Game Boy Camera.
Este dispositivo almacenaba e intercambiaba diferentes partidas guardadas. De esta manera aumentaba la cantidad de fotografías realizadas desde el dispositivo.
En el año 2015 se desarrolló Bitboy, un dispositivo que transfiere un máximo de treinta fotografías en archivos Bitmap a una tarjeta SD.

## Compatibilidad
En un principio el Game Boy Camera iba a usarse en varios juegos del Nintendo 64 pero fue muy limitado. El único juego que aprovechó esta capacidad fue en Mario Artist, lanzado únicamente para el Nintendo 64DD que se podía editar las fotografías y usarlas en videos.
El uso del dispositivo causó polémica en el juego Perfect Dark cuando se informó que la imagen tomada podría emplearse para producir un rostro en los simulantes, de tal manera que el jugador podía disparar a imágenes que representaban a personas reales.
Debido a esto, los tiroteos producidos en varias escuelas de los Estados Unidos y la polémica en torno a la violencia que generaban los videojuegos, la compañía Rare decidió suprimir su uso.

## Recepción
A pesar de pasar desapercibida por no considerarse un videojuego, obtuvo una buena recepción. Uno de los aspectos más positivos por la crítica fue la innovación de integrar la cámara digital a la videoconsola portátil. Nintendo Power alabó la usabilidad y la interactividad por el uso de las imágenes en los juegos y en la edición, pero criticó la baja calidad de las imágenes cuando no estaba cerca de la lente de la cámara y las pocas horas de juego que ofrecía si no se usaba las utilidades fotográficas.